# Neptis gratilla
Neptis gratilla är en fjärilsart som beskrevs av Paul Mabille 1880. Neptis gratilla ingår i släktet Neptis och familjen praktfjärilar. Inga underarter finns listade i Catalogue of Life.